# Alpine Bobsled
Alpine Bobsled in Great Escape (Queensbury, New York, USA) war eine Stahlachterbahn vom Modell Swiss Bob des Herstellers Intamin, die 1998 eröffnet wurde. Ursprünglich wurde sie bereits 1984 als Sarajevo Bobsled in Six Flags Great Adventure eröffnet und fuhr dort bis 1988. 1989 eröffnete sie dann in Six Flags Great America als Rolling Thunder und fuhr dort bis 1995. Danach wurde sie im hinteren Parkplatzbereich gelagert, bis sie nach Great Escape transportiert wurde. Am 4. September 2023 wurde die Bahn geschlossen.
Die 454 m lange Strecke erreichte eine Höhe von 20 m und besaß eine Höchstgeschwindigkeit von 56 km/h.

## Wagen
Alpine Bobsled besaß sechs einzelne Wagen des Herstellers Giovanola. In jedem Wagen konnten acht Personen (vier Reihen à zwei Personen) Platz nehmen. Die Fahrgäste mussten mindestens 1,07 m groß sein, um mitfahren zu dürfen.